# 九七式側車付自動二輪車

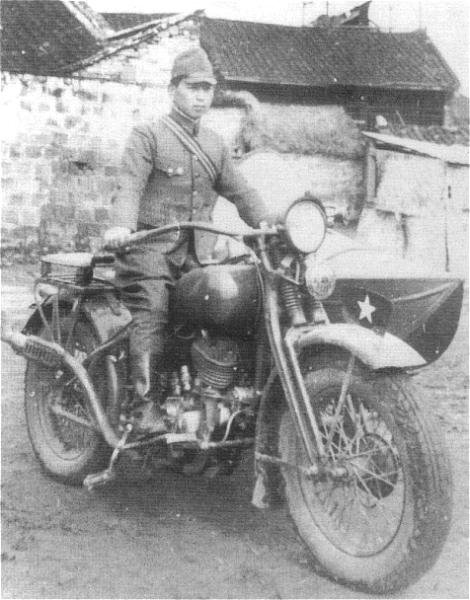
九七式側車付自動二輪車

九七式側車付自動二輪車（きゅうななしきそくしゃつきじどうにりんしゃ）は、1937年（昭和12年）制式の大日本帝国陸軍のサイドカーである。皇紀の下二桁から九七式とされた。

## 概要
アメリカのハーレーダビッドソン社製品のライセンス生産品であった三共内燃機（陸王内燃機）製の民生用オートバイ、「陸王」に改良を加えて製作された。開発を手がけたのは、かつてハーレーダビッドソンの日本代理店であった日本自動車に所属してハーレー派生型のオート三輪製作にも携わり、ハーレーの輸入代理店が三共に移った際に三共内燃機に移籍した技術者、桜井盛親である。
基本的なシャーシレイアウトは陸王の踏襲で、エンジンも陸王のハーレー系空冷V型2気筒サイドバルブエンジンを若干排気量を拡大して1,272ccとしたものであり、側車装備モデルのため、手動シフトは前進3段のほか、後進1段を装備している。ベースとなった陸王に比し、ロードクリアランスを拡大して悪路での走行に備えていたことが外見上の大きな特徴である。
機能面での最大の特徴は、不整地走行性能を向上させるために、本車（オートバイ本体）だけでなく側車の車輪も駆動する二輪駆動式サイドカーとした点である。側車の車輪を駆動させる際には、操縦席左後方のクラッチレバーを左手操作した。側車側の後方フレームに沿って側車輪駆動用の横方向シャフトが装備され、この時代の軽便車両に見られたキャンバス製ジョイントを介して側車輪を駆動した。側車を外した単車でも使用でき、状況に応じて柔軟な運用がされていた。また、二輪駆動型オートバイに駆動式側車を取り付けた、三輪駆動式の車両も一部存在したとされる。

## 制式採用
日本陸軍で従来使用していた九三式側車付自動二輪車などは一輪駆動式であり、凹凸のある路面での走行性能に問題があった。そのため、1936年（昭和11年）6月、陸軍省は二輪駆動式車両の性能試験実施を決定し、陸軍自動車学校において同年7月15日より関東地方各地において実走性能試験を行い、性能が十分であると認められた。さらに、各種演習にて実用化試験を行い、二輪駆動方式が軍用目的として価値があると認められたため、1937年に九七式側車付自動二輪車として制式採用された。

## 実戦
九七式側車付自動二輪車は、日中戦争（支那事変）やノモンハン事件、太平洋戦争（大東亜戦争）などの戦線や演習時に、内地での伝令や偵察（斥候）、輸送に幅広く使用された。日本陸軍の兵器ではあるが、一部は海軍陸戦隊などに供与された。また、鳳輦供奉の任を担っている近衛師団にも配備されており、陸海軍の大元帥であった昭和天皇が行幸などで日本各地を移動する際は、天皇が乗車した3代目御料車（グローサー・メルセデス 770）の四方に九七式側車付自動二輪車に乗車した近衛兵が伴走して警護を行った。この鹵簿用サイドカーは当初一般的な舟型であったが、緊急時にすばやく降車できないという弱点が明らかになったため、前面を解放した形状に改められた。
生産は主としてベース車のメーカーである陸王内燃機（三共内燃機から改称）品川工場および、大手のオート三輪・エンジンメーカーで「くろがね」ブランドで知られた日本内燃機の大森工場で行われた。他に、やはりオート三輪業界大手であった東洋工業（マツダ）、岡本工業でも少数が生産された。

## 性能
- 重量：250 kg[1]
- 全長：2.59 m[1]
- 全幅：0.915 m[1]
- 全高：1.165 m[1]
- エンジン：空冷V型2気筒サイドバルブエンジン（24hp）[1]

## 登場作品

### 漫画
『鉄の竜騎兵』
主人公の乗る単車として登場。1度壊れたが、数多の部品による修理により再始動可能となる。サイドカーには九六式軽機関銃が取り付けられた。